# Jimmy Driftwood
James Morris Corbitt (Timbo, Arkansas; 20 de junio de 1907-Fayetteville, Arkansas; 12 de julio de 1998), más conocido como Jimmy Driftwood o Jimmie Driftwood, fue un compositor y músico estadounidense de música popular famoso por sus canciones "The Battle of New Orleans" "(La batalla de Nueva Orleans)" y "Tennessee Stud". Driftwood escribió más de 6.000 canciones populares, de las cuales más de 300 fueron grabadas por diferentes músicos.
Murió de un ataque al corazón el 12 de julio de 1998 en Fayetteville (Arkansas), a los 91 años.

## Biografía

### Primeros años
Driftwood nació en Timbo, Arkansas el 20 de junio de 1907. Su padre fue el cantante folk Neil Morris. Driftwood aprendió a tocar la guitarra desde muy joven en un instrumento fabricado por su abuelo. Utilizó una guitarra única a través de su carrera notando que su cuello fuera como una barandilla como el cuello de un buey y la cabeza cerca de la cabecera de la cama de su abuela. Este instrumento fabricado en casa producía un placer, un resonante y distintivo sonido único. También tocaba el banjo, violín, dulcimer y el órgano de boca.
Driftwood asistió al John Brown College en el noroeste de Arkansas y más tarde se graduó del Arkansas State Teacher's College. Principió escribiendo canciones durante su carrera de maestro cuando enseñaba historia a sus estudiantes de una manera entretenida.

### Décadas de 1920 y 1930
Durante los años 1920 y 1930, dejó Arkansas, y eventualmente hizo un alto a través del suroeste de los Estados Unidos. En Arizona entró y ganó un concurso local de canciones. 
En 1936, Driftwood se casó con Cleda Johnson, que fue una de sus antiguas estudiantes y regresó a Arkansas con su familia y volvió a su carrera de maestro. Durante este período de su vida escribió cientos de canciones pero no se propuso seriamente a llevar una carrera musical.
Escribiría más tarde la famosa "Battle of New Orleans" (La Batalla de Nueva Orleans) en 1936 para ayudar a su clase de high school (preparatoria) para enseñar a los interesados en este evento.

### Década de 1950
En los años 1950, cambió su nombre a Jimmy Driftwood, tanto público como legalmente.
En 1957, en Nashville, Tennessee un publicista musical estuvo en contacto, lo audicionó y lo firmó para que grabará su primer disco. Driftwood cantó algunas de sus 100 canciones en un día, de las cuales 20 fueron grabadas. Su primer álbum, Newly Discovered Early American Folk Songs, recibió buenas críticas pero no se vendío muy bien.
"The Battle of New Orleans" fue incluida en el álbum, pero no tuvo buena respuesta en la radio en ese momento, por las palabras "hell" (infierno) y "damn" (maldita sea) cantada en los líricos. Mencionó que en ese momento estas palabras podían ser predicadas pero no en el contexto para la emisióm. Driftwood tuvo que acortar la versión de la canción por la censura para poder ser escuchada por la radio. El cantante Johnny Horton, después de escuchar la canción, se comunicó con Driftwood y le dijo que si podía grabar su propia versión.
Driftwood dejó Arkansas para Nashville y se hizo popular por sus presentaciones en the Grand Ole Opry y programas incluidos como Ozark Jubilee and Louisiana Hayride. Fue invitado a cantar para el Premier Soviético Nikita Jruschov como un ejemplo de la música tradicional Americana durante la visita del líder a los Estados Unidos. Fue un miembro de Opry en los años 1950.
La cima de popularidad de Driftwood en su carrera vino en 1959, cuando él tuvo seis canciones muy populares en los charts de la música country, incluyendo la grabación de Johnny Horton de "The Battle of New Orleans" (La Batalla de Nueva Orleans), la cual permaneció en el primer lugar de los charts de la música country por diez semanas y en el tope del chart de la música popular por seis semanas en ese año de acuerdo a las listas de Billboard. La canción ganó el Grammy Award en 1960 como la canción del año.
Después del éxito de Horton, Driftwood actuó en el Carnegie Hall como el mayor cantante estadounidense de festivales de música folk antes de regresar a su hogar en Timbo, Arkansas en 1962. Durante su carrera de grabación, también ganó el Grammy Awards Wilderness Road, Songs of Billy Yank and Johnny Reb and Tennessee Stud. Sus canciones fueron grabadas por Eddy Arnold, Johnny Cash, Hawkshaw Hawkins, Homer and Jethro (the parody "The Battle of Kookamonga"), Odetta, Doc Watson En 1958, apareció como retador invitado en la televisión en un show de juego llamado: "To Tell The Truth". (Decir la verdad).

### Década de 1960
Por un tiempo durante los años 1960 viajó por Estados Unidos y Europa con la banda de jazz the Preservation Hall New Orleans, como una actuación separada. De regreso a su hogar, siguió como folklorista, estableciéndose en the Rackensack Folklore Society, una asociación de cantantes locales de música folk, empezando a presentarse en ferias locales en Mountain View. Después se interesó en promover en Arkansas la música folk y presentándose en el local que ya conocía en esa área. Invitó a miembros de la comunidad de Mountain View a presentarse en un festival diseñado por él. Este festival creció con los años y se transformó en el Arkansas Folk Festival que se celebra anualmente con asistencia de cerca de 100 mil personas.
Driftwood ayudó a establecer the Ozark Folk Center para preservar la cultura de Ozark Mountain. The Folk Center fue más tarde absorbido por el sistema de Parques del Estado de Arkansas y es un lugar popular como destino turístico.

### Abogado del medio ambiente
Driftwood estuvo involucrado con el medio ambiente cuando the United States Army Corps of Engineers planeaban construir una presa en el Buffalo River. Trabajó para rechazar el plan resultando finalmente en el establecimiento de Buffalo National River. Tuvo un papel mejor en la preservación de Blanchard Springs Caverns que más tarde quedarían bajo el manejo de United States Forest Service (Servicio de Bosques). Grabó la canción que se escucha en la película de orientación cuando se visita el centro.
Participó activamente en the Arkansas Parks and Tourism Commission por el apoyo al medioambiente. Fue nombrado para the Advisory Committee of the Kennedy Center for the Performing Arts in Washington, D.C.. Debido a su extenso conocimiento de la música folk fue contratado como un musicólogo para National Geographic Society.

### Años finales
Durante sus últimos años de vida, su presencia alegró conciertos gratis para high school y estudiantes colegiales. 

### Muerte
Murió de un ataque cardíaco el 12 de julio de 1998 en Fayetteville, Arkansas a los 91 años, donde estuvo hospitalizado por varias semanas después de una penosa enfermedad. El funeral se realizó el miércoles 15 de julio de 1998, en the Ozark Folk Center. Sus cenizas fueron esparcidas en su granja.